# 性腺形成不全
性腺形成不全（せいせんけいせいふぜん）または性腺異形成（せいせんいけいせい）（英: Gonadal dysgenesis）は、ヒトの生殖器系の先天性発達障害として分類される。これは胚における性腺の非定型的な発達である。生殖組織の代わりに索状性腺と呼ばれる機能を持たない繊維組織が発生する場合もある。索状性腺は無形成症の一種であり、その結果、ホルモン分泌不全が生じ、思春期や第二次性徴が始まらず、性的未熟性や不妊症が現れる。
性腺の発生は、原則として染色体の性（XXまたはXY）によって遺伝的に制御されるプロセスであり、性腺（卵巣または精巣）の形成が指示される。
性腺の分化には、遺伝的、分子的、形態発生的な事象の厳密に制御されたカスケードが必要である。発達した生殖腺が形成されると、ステロイドの産生が局所および遠隔の受容体に影響を及ぼし、形態学的および生化学的変化が継続する。その結果、核型（女性は46,XX、男性は46,XY）に対応する表現型が生じる。
性腺形成不全は、胎児発達初期におけるこの厳密に制御された過程におけるシグナルの間違いから生じる。
性腺形成不全の発現は、病因および基礎疾患の重症度によって異なる。

## 原因
- 46,XX 純粋型性腺形成不全症：XX性腺形成不全症（英語版）
- 46,XY 純粋型性腺形成不全症：XY性腺形成不全症（英語版）
- 45,X/46,XY 混合型性腺形成不全症（英語版）、部分性性腺形成不全症：45,X/46,XY性染色体モザイク症（英語版）
- 45,X または 45,X0：ターナー症候群
- (47,XXY 等：クラインフェルター症候群の一次性徴は正常男性型)
- 内分泌攪乱物質

## 病因

### 46,XX 性腺形成不全症
46,XX性腺形成不全症は、核型46,XXの女性性腺機能低下症である。索状卵巣は、必要な性ステロイドであるエストロゲンを産生できない非機能性組織である。エストロゲン低値はHPG軸に影響を及ぼし、FSHおよびLHの分泌を抑制するための脳下垂体前葉へのフィードバックを欠く。
FSHとLHの分泌量は多い。これらのホルモンの濃度が上昇すると、思春期が始まらず、初潮を迎えず、二次性徴が発現しない。卵巣組織が存在し、ある程度のホルモンを分泌している場合は、月経周期が制限されることがある。
46,XX 性腺形成不全症は様々な原因によって発現する。胚発生における卵巣発生の中断は、FSH受容体の変化や、ステロイドホルモン産生を制御するステロイド産生急性調節蛋白質の変異の症例において、性腺形成不全を引き起こす可能性がある。

### 46,XY 性腺形成不全症
46,XY性腺形成不全症は、核型46,XYの男性性腺機能低下症である。胚発生において、雄性生殖腺の発達は主にY染色体の性決定領域（SRY）に存在する精巣決定因子によって制御されている。雄性生殖腺はSRYに依存しており、精巣の発達を促進するために他の幾つかの遺伝子にシグナル伝達経路が開始される。
46,XY性腺形成不全症の病因は、SRY、SOX9、WT1、SF1、DHHといった精巣の発達に関与する遺伝子の変異によって引き起こされる。これらの遺伝子の1つまたは複数が変異または欠失すると、下流のシグナル伝達が障害され、非典型的な陰茎や陰嚢が生じる。
「生殖器の男性化不全」とは、SRY遺伝子を持つ個体において、生殖器が完全な男性型へ分化していないことを指す。胎内では、すべての胎児は解剖学的に女性であり、アンドロゲンおよびSRYの活性化によって分化する。
完全男性化不全は、女性外陰部が完全に発達し、通常卵巣がある場所に精巣がある状態で、完全型アンドロゲン不応症などによって発生する。5α-還元酵素2欠損症では、出生時に正常な女性生殖器を有しているが、思春期になると男性分化と精子形成が開始される。生殖器の部分的な男性化不全は、身体がアンドロゲンに対して部分的な抵抗性を持っている場合、または生殖器の発達が阻害されている場合に、ある種の薬物やホルモンによっても誘発される。男性化不全の程度は、尿道下裂の程度で評価できる。曖昧な性器を持つ新生児を、美容目的のためにどちらかの性別に外科的に割り当てることは、人権侵害であると考えられている。
SRYは、セルトリ細胞の形成と精巣分化を促進する遺伝子SOX9に作用する。SRYが欠損すると、SOX9が通常の時期や濃度で発現しなくなり、テストステロンと抗ミュラー管ホルモンの産生が低下する。
テストステロンと抗ミュラー管ホルモンの量が低下すると、男性の生殖管発達の鍵となるウォルフ管と内性器の発達が阻害される。男性化に関連するステロイドホルモンがないことで、ミュラー管の発達が促進されて女性生殖器の発達が進行する。抗ミュラー管ホルモンが抑制されていたり、身体の感受性が低いと、部分的に女性生殖器、部分的に男性生殖器を持つミュラー管遺残症候群が発症する。
索状性腺が精巣組織に取って代わることがあり、その構造は卵胞のない卵巣間質に似ている。46,XY性腺形成不全症は、思春期の発育遅延が観察されるまで疑われないことがある。46,XY性腺形成異常症の約15％はSRY遺伝子のde novo 変異を有しているが、その他85%の原因は不明である。

### 混合型性腺形成不全症
混合性性腺形成不全症は、X0/XYモザイク症または部分性性腺形成不全症としても知られ、性染色体の異数性とY染色体のモザイクに関連する性発達異常である。混合性腺形成不全では、2種類以上の生殖系列細胞が存在する。
男性生殖管の発達の程度は、XY遺伝子型を発現する生殖細胞系列の比率によって決定される。
混合性腺形成不全の症状は非常に多様で、精巣と索状性腺の生殖腺発育は非対称であり、XY遺伝子型を発現する細胞の割合によって説明される。
形成不全精巣は、男性化を誘導可能な量のテストステロンを産生できる機能的な組織を持ち得る。
混合性性腺形成不全症は分子レベルでは深く理解されていない。Y染色体の欠損は、欠失、転座などによって生じる。染色体欠損はSRY遺伝子の部分的発現をもたらし、生殖管の非典型的な発達とホルモン分泌量の変化をもたらす。

### ターナー症候群
ターナー症候群は、45,Xまたは45,X0としても知られる染色体異常で、2本目のX染色体の一部または全部が欠損していることを特徴とし、染色体数は一般的な46本ではなく45本となる。
胚発生期における生殖細胞への減数分裂シグナル伝達の調節異常は、親配偶子または胚の初期分裂のいずれにおいても染色体の分離が起こらず、染色体非分離やモノソミーXを引き起こす可能性がある。
ターナー症候群の表現型の病因は、胚発生時に重要な遺伝子の一部が不活性化するハプロ不全の結果である可能性がある。正常な卵巣の発育には、X染色体のこれらの重要な領域が不活性化されていることが必要である。臨床症状には、原発性無月経、高ゴナドトロピン性性腺機能低下症、索状性腺、不妊症、および第二次性徴の発達不全が含まれる。ターナー症候群は通常、思春期が遅れて発症し、ミュラー管構造が乳児期に発見されるまで診断されない。身体的表現型の特徴として、低身長、異形成、出生時のリンパ浮腫が挙げられる。合併症には、心臓障害、視力および聴力障害、糖尿病、甲状腺ホルモン産生低下などがある。

### 内分泌攪乱
内分泌攪乱物質は、内分泌系とホルモンに干渉する。ホルモンは、胚発生における一般的な事象が起こるために重要である。ホルモンは、胚発生における一般的な事象が起こるために重要である。胎児の発育は、細胞の分化と成熟のためにホルモンが適切なタイミングで投与されるか否にかかっている。ホルモンの乱れは性腺形成不全につながる性的発達障害を引き起こす可能性があり、その結果、性腺形成不全につながる性的発達障害を引き起こす。ホルモンは、胚発生における一般的な事象が起こるために重要である。胎児の発育は、細胞の分化と成熟のためにホルモンが適切なタイミングで供給されることに依存しており、その結果、性腺形成不全につながる性的発達障害を引き起こす可能性がある。